# Prostitución en El Salvador

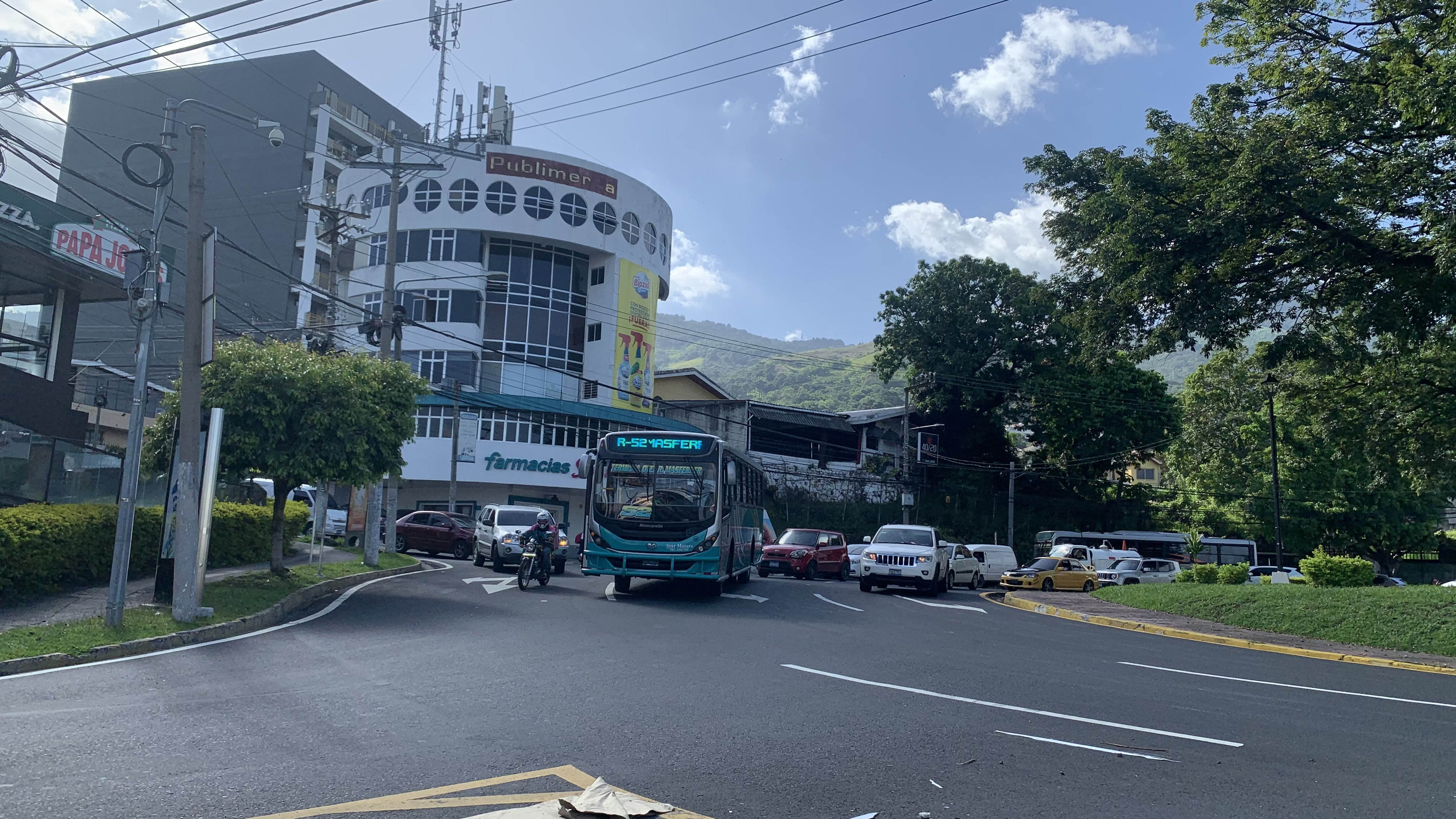
La capital, San Salvador, alberga buena parte de la prostitución. Algunos edificios se pintan con colores llamativos para denotar su actividad como prostíbulos, destacando más en la zona de Barrio Zurita.

La prostitución en El Salvador no está prohibida según se desprende de su legislación nacional, si bien las ordenanzas municipales pueden limitar o ilegalizarla. Dichas fórmulas municipales también pueden prohibir la compra de servicios sexuales. Las actividades relacionadas con facilitar, promover o incentivar a una persona para que trabaje como prostituta (proxenetismo), son ilegales. La prostitución infantil también es ilegal. Sin embargo, la propiedad de burdeles es legal. No hay leyes específicas contra la trata de seres humanos, pero cualquier delito que incluya "comercio de mujeres o niños" requiere un aumento de la pena del 30 %.
Los municipios que no prohíben el trabajo sexual suelen establecer zonas para las trabajadoras del sexo alejadas de escuelas e iglesias. En agosto de 1998 se cerraron por la fuerza 17 burdeles en la zona de San Esteban, en San Salvador, por estar demasiado cerca de escuelas e iglesias.
La prostitución es común en el país, especialmente en los alrededores del "Parque Infantil", en la capital, San Salvador. Tras la guerra civil, las exigencias de la mayor presencia militar en San Salvador hicieron que el número de prostitutas se duplicara hasta alcanzar las 19 000.
Durante la pandemia de coronavirus, la cuarentena llevó al cierre de prostíbulos y aislamiento en sus hogares de las profesionales del sexo, lo que llevó a una reducción drástica de sus ingresos, al estar dichas zonas vigiladas por la policía para comprobar que se cumplían las normativas de distanciamiento social.
ONUSIDA estimó que en 2016 había 20 385 trabajadoras sexuales en el país.

## Organizaciones de apoyo a las trabajadoras del sexo

### Organización de Trabajadoras del Sexo
La Organización de Trabajadoras del Sexo (OTS) es una organización creada por trabajadoras del sexo para combatir la discriminación, el abuso y la violencia contra ellas. Ofrece apoyo e información a trabajadoras del sexo de 15 municipios. La organización aboga por reformas legales y políticas para reducir la violencia, el estigma y la discriminación contra las trabajadoras del sexo.

### Asociación Mujeres Flor de Piedra
Dicha asociación trabaja con profesionales del sexo en un barrio de San Salvador. Planean expandirse a otros barrios de la ciudad. Organizan una gran variedad de actividades: talleres sobre salud y VIH, distribución de preservativos, etc. Uno de sus objetivos es cambiar la forma en que la sociedad salvadoreña, incluido el gobierno del país, ve a las trabajadoras del sexo y reducir la discriminación que sufren.
La asociación fue creada en 1991 por un grupo de padres franciscanos y recibe financiación de la organización holandesa de desarrollo Hivos.

## VIH
El VIH/sida en El Salvador tiene una prevalencia inferior al 1 % de la población adulta declarada seropositiva, por lo que es un país de baja prevalencia del VIH, pero el virus sigue siendo una amenaza importante en las comunidades de alto riesgo, incluidas las trabajadoras del sexo[10]. Aunque la prevalencia es del 2,8 % entre las trabajadoras del sexo, llega al 16 % en zonas específicas, como Puerto de Acajutla.
En 2008 se estimó que el 90 % de las trabajadoras sexuales no usaban preservativos con sus parejas habituales. ONUSIDA estimó un uso del 73 % de preservativos por parte de las trabajadoras sexuales en 2016. Para agravar estos problemas están el estigma y la discriminación hacia las personas infectadas por el VIH y los grupos de riesgo, que pueden disuadir a las personas de hacerse la prueba y recibir el apoyo adecuado si tienen la enfermedad.
Las organizaciones de apoyo a las trabajadoras del sexo, como la Organización de Trabajadoras del Sexo y la Asociación Mujeres Flor de Piedra, organizan campañas de prevención del VIH y distribuyen preservativos. También ofrecen apoyo a las trabajadoras del sexo infectadas por el virus.

## Prostitución infantil
La prostitución infantil es un problema en el país. En 1998, un estudio realizado por una ONG indicaba que al menos el 44 % de las 1 300 prostitutas que había en ese momento en los tres principales barrios rojos de San Salvador tenían entre 13 y 18 años. Entre todas las prostitutas del país, entre el 10 % y el 25 % eran menores, y se calcula que el 40 % de las prostitutas ocultas que atienden a clientes de clase alta son menores, según un estudio de Unicef publicado en 2000.

## Tráfico sexual
El Salvador es un país de origen, tránsito y destino de mujeres, hombres y niños víctimas del tráfico sexual. Mujeres, hombres y niños son explotados en el tráfico sexual dentro del país; las personas LGBTI, especialmente los transexuales, corren un riesgo especial. Algunos hombres, mujeres y niños de países vecinos, sobre todo de Nicaragua, Guatemala y Honduras, son víctimas del tráfico sexual. Los traficantes utilizan las agencias de empleo y las redes sociales para atraer a las víctimas con promesas de empleo lucrativo; una organización señaló que los traficantes se dirigen cada vez más a personas de las regiones del país con altos niveles de violencia y coaccionan a las víctimas y a sus familias con amenazas de violencia. Hombres, mujeres y niños salvadoreños son víctimas del tráfico sexual en Guatemala, México, Belice y Estados Unidos.
Los medios de comunicación y los funcionarios del gobierno informan de que grupos criminales organizados, incluidas organizaciones criminales transnacionales, están implicados en delitos de trata de personas. Algunos salvadoreños que emigran irregularmente a Estados Unidos son objeto de trata con fines sexuales en el trayecto o a su llegada al país. Algunos migrantes latinoamericanos transitan por El Salvador hacia Guatemala y Norteamérica, donde son explotados en el tráfico sexual. La corrupción, sobre todo en el poder judicial, seguía siendo un obstáculo importante para los esfuerzos de aplicación de la ley. En 2014, los medios de comunicación informaron de que varios funcionarios públicos, entre ellos legisladores, funcionarios de partidos políticos y un alcalde, compraban actos sexuales comerciales a víctimas de trata. Guardias de prisiones y funcionarios de justicia han sido investigados por complicidad relacionada con la trata.
La Oficina de Vigilancia y Lucha contra la Trata de Personas del Departamento de Estado de los Estados Unidos mantiene clasificado a El Salvador como país de "nivel 2".